# Ghiacciaio Harper
Il ghiacciaio Harper è un ghiacciaio lungo circa 15 km situato nella parte nord-occidentale della Dipendenza di Ross, nell'Antartide orientale. Il ghiacciaio, il cui punto più alto si trova a circa 3000 m s.l.m., si trova nell'entroterra della costa di Borchgrevink e della costa di Scott, dove si forma scendendo dal versante orientale della dorsale Deep Freeze, e fluisce verso nord-est, scorrendo tra il monte Gibbs e il monte Mankinen, fino unire il suo flusso a quello del ghiacciaio Campbell.

## Storia
Il ghiacciaio Harper è stato mappato da membri dello United States Geological Survey (USGS) grazie a fotografie aeree scattate dalla marina militare statunitense nel periodo 1960-64 e alle ricognizioni terrestri effettuate da spedizioni statunitensi e neozelandesi nelle stagioni 1961-62 e 1962-63, e così battezzato dal Comitato consultivo dei nomi antartici in onore di Wayne M. Harper, un esperto di geodesia di stanza alla stazione McMurdo nella stagione 1964-65.